# Jan Miazek
Jan Bolesław Miazek (ur. 25 stycznia 1941 w Kocierzewie) – polski duchowny rzymskokatolicki, protonotariusz apostolski, doktor habilitowany nauk teologicznych o specjalności teologia pastoralna. Profesor uczelni na Akademii Katolickiej w Warszawie.

## Życiorys
Urodził się 25 stycznia 1941 w Kocierzewie koło Łowicza. W 1959 rozpoczął formację kapłańską w Wyższym Metropolitalnym Seminarium Duchownym w Warszawie. Święcenia kapłańskie otrzymał 27 maja 1965 z rąk ówczesnego prymasa Polski, arcybiskupa gnieźnieńskiego i warszawskiego kard. Stefana Wyszyńskiego. Po święceniach podjął studia na Katolickim Uniwersytecie Lubelskim, które ukończył uzyskaniem tytułu magistra teologii w 1973. W latach 1973–1977 tamże i w Papieskim Instytucie Liturgicznym Świętego Anzelma w Rzymie podjął studia doktoranckie. Zakończył je w 1978 obroną pracy doktorskiej pt. La "collecta" del "Proprium de Tempore" nel "Missale Romanum" di Paulo VI i uzyskaniem stopnia doktora nauk teologicznych w specjalności liturgika. 17 sierpnia 1998 na Papieskim Wydziale Teologicznym w Warszawie uzyskał habilitację na podstawie rozprawy pt. Misterium Wielkiego Postu w modlitwach mszalnych dawnej i współczesnej liturgii rzymskiej. 
W 1978 podjął pracę jako adiunkt w Akademickim Studium Teologii Katolickiej (od 1988 Papieski Wydział Teologiczny w Warszawie i od 2020 Akademia Katolicka w Warszawie). W 1982 został mianowany zastępcą profesora, w 2000 profesorem nadzwyczajnym, a w 2004 objął stanowisko profesora zwyczajnego PWT. W latach 2000–2001 i 2004–2007 był prorektorem PWT, a w latach 2001–2004 i 2007–2010 jego rektorem. W 1998 zatrudniony na stanowisku adiunkta habilitowanego Akademii Teologii Katolickiej w Warszawie (później Uniwersytet Kardynała Stefana Wyszyńskiego w Warszawie), a w latach 2003–2011 profesora nadzwyczajnego UKSW. 
W latach 1985–1990 zastępca redaktora naczelnego, a w latach 1990–1995 redaktor naczelny Przeglądu Katolickiego. W latach 2000–2010 członek Kolegium Redakcyjnego rocznika Warszawskie Studia Teologiczne.
W 1992 włączony do Kapituły Metropolitalnej Warszawskiej jako kanonik gremialny. Był członkiem Rady Kapłańskiej i Rady Duszpasterskiej Archidiecezji Warszawskiej. 8 października 2011 odznaczony przez Benedykta XVI godnością protonotariusza apostolskiego supra numerum (infułata).
Brat Ryszarda Miazka – byłego prezesa zarządu Telewizji Polskiej i Polskiego Radia, zmarłego w 2020.

## Wybrane publikacje
- Miazek J., Misterium Wielkiego Postu w modlitwach mszalnych dawnej i współczesnej liturgii rzymskiej: studium liturgiczno-teologiczne, Warszawa 1997, ISBN 83-907371-0-8.
- Miazek J., To czyńcie na moją pamiątkę: Eucharystia w dokumentach Kościoła, Warszawa 1987, ISBN 83-85015-29-9.